# Dylan Ennis
Dylan Jonathan Ennis (Toronto, 26 dicembre 1991) è un cestista canadese con cittadinanza serba naturalizzato giamaicano.

## Biografia
È il fratello di Tyler Ennis, a sua volta cestista.

## Carriera
Con la Giamaica ha disputato i Campionati americani del 2013.

## Palmarès

### Squadra
- Liga catalana: 1

Andorra: 2018

### Individuale
- All-Eurocup Second Team: 1

MoraBanc Andorra: 2018-2019
- Basketball Champions League Second Best Team: 3

Saragozza 2002: 2019-2020, 2020-2021
Murcia: 2023-2024